# I’m Going to Tell You a Secret
I’m Going to Tell You a Secret ist der Name der zweiten Tourdokumentation der Künstlerin Madonna und der dazugehörigen CD (CD-Länge 65 Min. 59 Sek.).

## Hintergrund
Als Nachfolger der Tourdokumentation In Bed with Madonna von 1991 behandelt diese die Hintergründe der ausverkauften „Re-Invention World Tour“ von 2004, wobei sich Madonna, nach eigenen Angaben, im Gegensatz zum Vorgänger bemühte, weniger kontrovers und manipulativ ihren Touralltag darstellen zu lassen. 
Der Film zeigt den Weg von der ersten Konzeption der Tour, über die Auditions von Tänzern und Musikern, über die Proben, bis zum ausverkauften Premierenabend und dem anschließenden umstrittenen Israelbesuch. Wie in In Bed with Madonna werden die „Hinter-den-Kulissen-Aufnahmen“ wieder in schwarzweiß gezeigt und die Livesongs in Farbe.
Filmregisseur Jonas Åkerlund begleitete die Tour und produzierte einen Film, der von den ersten Kritikern mit Lob bedacht wurde – allerdings wirkte auf sie die religiöse Botschaft der Kabbalah-Anhängerin mitunter recht aufdringlich. Auch aus diesem Grund wurde eine Premiere zu den Filmfestspielen in Cannes 2005 abgesagt – und auch der geplante Kinostart komplett verworfen. Tatsächlich kehren im Film wiederholt „Gebete“ wieder, die allerdings weniger mit Gott als personalem Gegenüber zu tun haben als mit einer an die psychologische Dynamik der Gruppe appellierenden Selbstinszenierung der Künstlerin und ihrer Wertüberzeugungen. Madonna befand sich zu dieser Zeit bei der Produktion ihres Albums Confessions on a Dance Floor und man wollte erst die Publikumsresonanz abwarten, bevor man den Film weiter verwerten wollte. Im Oktober 2005 entschied man sich, das neue Album mit einer TV-Ausstrahlung der Dokumentation auf MTV zu unterstützen, wo sie erfolgreich in mehreren Ländern ausgestrahlt wurde.
Die Dokumentation (Arbeitstitel Re-Invented Process) wurde am 6. Juni 2006 auf DVD/CD veröffentlicht.

## DVD
Die DVD enthält eine Auswahl der Titel des Konzertes, sowie eine Demo-Aufnahme und einen Remix. 
Trackliste:
1. „The Beast Within“
2. „Vogue“
3. „Nobody Knows Me“
4. „American Life“
5. „Hollywood“ (Remix)
6. „Die Another Day“
7. „Lament“
8. „Like a Prayer“
9. „Imagine“
10. „Mother and Father“
11. „Into the Groove (Medley)“
12. „Music“
13. „Holiday“

Bonustrack:
1. „I Love New York“ (Rock Version)

## CD
Die CD enthält nur einen Teil der bei der Tournee verwendeten Titel, sowie eine bisher unveröffentlichte Version des Titels „I Love New York“ vom Album „Confessions On A Dance Floor“. Damit ist erstmals eine offizielle Live-CD von Madonna erhältlich.
1. „The Beast Within“
2. „Vogue“
3. „Nobody Knows Me“
4. „American Life“
5. „Hollywood“ (Remix)
6. „Die Another Day“
7. „Lament“
8. „Like a Prayer“
9. „Mother and Father“
10. „Imagine“
11. „Susan MacLeod / Into The Groove“
12. „Music“
13. „Holiday“
14. „I Love New York“ (Studioversion)